# Шахар
Шахар — божество угаритського пантеону, бог сходу. Син Еля і брат-близнюк Шаліма (бога заходу сонця). Мати — Рахмайу (можливо, Анату).
Шахару і Шаліму — добрі боги, боги родючості та водночас боги небесні, пов'язані із зірками.
Етимологія пов'язана з івр. שָׁ֫חַר ‎ — схід.
Згадується у Книзі пророка Ісаї (14:12). Вираз «Хілель бен Шахар», «той, що несе світло», («блискучий син Шахара», у значенні «сяючий, син ранку») у Вульгаті перекладено як «Люцифер», у Синодальному перекладі — як денниця.